# Église Saint-Georges de Haguenau
Pour les articles homonymes, voir Église Saint-Georges.
L'église Saint-Georges se situe rue Saint-Georges dans la commune française de Haguenau, sous-préfecture du Bas-Rhin dans le nord de l'Alsace. Elle constitue, avec l'église Saint-Nicolas et la basilique de Marienthal, l'un des édifices religieux majeurs de la ville et est classée monument historique depuis 1848.

## Histoire

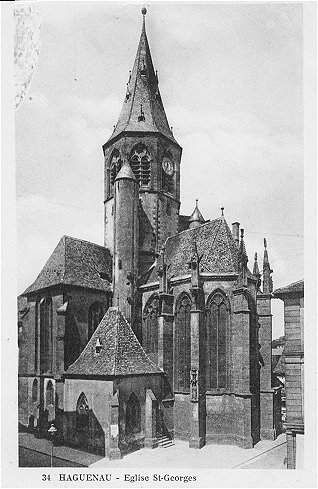
L’église vers 1910.

Un premier édifice est élevé sous Frédéric II le Borgne au XIIe siècle, à l'emplacement d'une chapelle romane, consacrée par le pape alsacien-lorrain Léon IX. La construction de l'église romane est autorisée en 1143 par l'évêque de Strasbourg, Frédéric le Borgne, duc de Souabe et d'Alsace, au sud de son château, dans la partie ouest de la première enceinte. Tandis que la paroisse, ancienne succursale de celle de Schweighouse-sur-Moder, est érigée. Les travaux s'achèvent en 1189 et l'église est consacrée par Mgr Heinrich von Hasenburg. De ce premier édifice subsistent deux tourelles d'escalier, la base de la tour et des vestiges de la crypte, d'une abside semi-circulaire et du bas-côté sud. Le développement de la ville au XIIe siècle entraîne l'agrandissement de l'église, qui perd alors son chœur roman et sa crypte. Les vestiges d'une chapelle de 1170 sont visibles, ainsi qu'une partie du bas-côté sud de 1184. 
Les matériaux utilisés pour la construction sont le grès des Vosges du Nord et des briques cuites crépies. Les parements de la façade occidentale, de la partie supérieure de la tour du croisée et du chevet sont en petit et moyen appareil. 
Peu avant la consécration de l'église en 1184 ou 1189 une chapelle légèrement enterrée est ajoutée contre le mur oriental du bas-côté sud. Le décor sculpté des chapiteaux des pilastres recevant l'arc du passage entre le bas-côté et la chapelle (bras du transept) sont attribués à l'atelier qui rénove la chapelle palatine de la Burg de Haguenau entre 1170 et 1184.
La nef  primitivement charpentée à trois vaisseaux aurait été construite vers 1200-1220. Elle avait alors extérieurement les mêmes dimensions que maintenant. Cette nef de dix travées, d'une grande simplicité, est caractérisée à l'extérieur par un socle dont la moulu-ration épouse les contours des trois portails romans à tympans non sculptés et par des lésènes et frises de damiers et d'arceaux couronnant bas-côté et vaisseau central. 
Les fenêtres hautes romanes sont conservées pour les sept travées orientales. À l'intérieur dix arcades en plein-cintre, reposant sur des colonnes à chapiteaux cubiques, s'ouvrent sur les bas-côtés. Les piles nord et sud de l'arc triomphal sont sculptées d'atlantes accoudés sur leurs genoux et de monstres affrontés. Ce sont les seules sculptures conservées en place de cette campagne du premier quart du XIIIe siècle. À cette époque remonte peut-être aussi la partie inférieure octogonale de la tour de croisée, alors tour-chœur, dont le bandeau incliné périphérique, actuellement caché par le toit du transept, était primitivement visible à l'extérieur.
Le transept et la tour-clocher octogonale, possédant de petites lucarnes sur la flèche, sont ajoutés entre 1210 et 1230. Le nouveau chœur gothique est consacré par l'évêque de Bâle le 5 septembre 1283. Vers 1230, l'écoutète Woelfelin fit construire contre la chapelle baptismale du XIIe siècle, une chapelle dédiée à saint Nicolas. Vers le milieu du XIIIe siècle, l'œuvre Saint-Georges fut créée pour assurer la réalisation et le financement des travaux d'agrandissement et d'embellissement de l'église .
La charpente de la nef est refaite en 1228 et en 1258, tandis que l'ancienne tour du chœur, surhaussée, est transformée en tour de croisée en 1268. En 1260, les travaux étaient en cours. Ils commencèrent probablement par la construction du transept dont les bras ne sont pas homogènes parce qu'ils épousèrent la forme des chapelles préexistantes : au nord la chapelle de la Vierge avec abside à pans coupés, au sud les chapelles baptismale et Saint-Nicolas.
L'ouverture de la croisée du transept sur les bras par une double arcade sur colonne centrale prenant pour modèle la cathédrale de Strasbourg. Les voutes d'ogives sont les plus anciennes de l'église mais leurs nervures ne sont pas identiques dans les deux bras. Les clés de voutes sont sculptées, au sud de la rose emblématique de Haguenau et de feuillages, au nord d'une tête de feuilles et du Bon Pasteur, ces deux dernières clés avec masques (renforts externes sculptés de têtes).
L'ancienne tour-chœur romane fut surhaussée et devint la tour de croisée. Seul le niveau supérieur est appareillé en grès et percé de grandes baies gothiques. La date de son achèvement, 1268, est fournie par celle de la suspension de cinq cloches dont deux, datées de 1268, sont toujours en place.
Le chœur et l'abside à pans coupés furent sans doute construits entre 1268 et 1283 (date de la consécration de l'église) par un atelier manifestement issu du chantier des travées occidentales de la nef de la cathédrale de Strasbourg. La date de son achèvement, 1268, et aussi date de la mise en place de cinq cloches dont deux, datées de 1268,,  sont les plus anciennes cloches utilisé en Europe toujours en place. À l'extérieur, les fenêtres du chœur sont entourées de cordons sculptés de feuillages retombant sur les têtes d'homme et d'animaux. Les gargouilles sont placées deux par deux dans la frise sculptée qui couronne les contreforts. Ceux-ci portent des pinacles à dais, qui abritaient des statues déposées en 1913 au Musée historique. À l'intérieur, dans la partie inférieure pleine du mur, si situent la niche en arc brisé d'une armoire eucharistique et un enfeu à triple niche avec sièges pour l'officiant et ses acolytes. Les trois-quarts supérieurs du mur sont presque entièrement évides par les baies à quatre et deux lancettes. Des colonnettes élancées à chapiteaux feuillagés reçoivent la retombée des nervures de la voute dont la moulu-ration et les clés sont du même type que celles du bras nord du transept. L'une des clés est sculptée de feuillages, l'autre de Christ Juge avec à l'extérieur un couple en buste.
La charpente actuelle de la nef correspond, semble-t-il, à deux campagnes successives se situant au XIIIe siècle. Les sept travées orientales datent de 1228-1229 et les trois travées occidentales de 1258.
Le chœur est à nouveau reconstruit vers 1360 et, en 1496, la chapelle Saint-Jacques est érigée, puis en 1517-1519, maître Stuckart fait édifier la chapelle Saint-Jean. En 1523, la tour eucharistique gothique, située dans le chœur, est achevée et payée à Frédéric Hammer. C'est à lui aussi qu'est attribuée la construction de la sacristie sud. Le vaisseau central est voûté en 1609 et les voûtes occidentales des bas-côtés sont restaurées en 1611. La construction de la sacristie nord est entreprise durant le deuxième quart du XVIIIe siècle, de même qu'une mise au goût de l'église. Une restauration importante est effectuée au XIXe siècle, comprenant la mise en place de nouvelles peintures murales, de vitraux et de mobilier néo-gothique. 
Vers le milieu du XVe siècle, construction contre le bas-côté sud, au droit des septième et huitième travées, d'une pétition chapelle ouverte, en bois, dite "choerel". L'église est endommagée lors de la guerre en 1944-1945.  Une restauration est alors effectuée en 1958-1963 supprimant l'ensemble du décor peint et la presque totalité du mobilier néo-gothique. En 1496, le sous-bailli impérial, Jacques de Fleckenstein, fait construire en mémoire de son épouse Véronique d'Andlau, une chapelle funéraire en style gothique flamboyant au droit de la cinquième travée du bas-côté sud. La voute d'ogives à liernes et tiercerons porte les armes des Fleckenstein et des d'Andlau ainsi que des armes non identifiées (sceptres en sautoir).
En 1737, le Magistrat qui était patron et collateur de la paroisse depuis 1535, autorisa le transfert du chapitre de Surbourg à Haguenau et l'église paroissiale devint ainsi collégiale. Une sacristie, réservée aux chanoines, est construite en 1738 au nord du chœur.
En 1751, l'église est mise au goût du jour et le sol des deux chapelles Saint-Jacques et Saint-Jean-Baptiste est abaissé au niveau actuel. Tout le mobilier est renouvelé.
Entre 1855 et 1880, le décor intérieur de l'église est refait dans un esprit archéologique. L'église est entièrement peinte et ornée d'un important mobilier néogothique. L'église dispose également d'un orgue dont le buffet date de 1867.
Les statues des contreforts du chœur sont descendues en 1913, certaines d'entre elles étant alors acheminées vers le musée historique de  Haguenau. L'église a été endommagée par de très nombreux bombardements lors de la guerre en 1944-1945. Une restauration a été alors effectué en 1958-1963 supprimant l'ensemble du décor peint et la presque totalité du mobilier néo-gothique.

## Architecture
À l'extérieur de l'église, des étalons de mesure, permettant de vérifier les mesures utilisées par les commerçants au Moyen Âge, sont visibles sur les contreforts du transept sud. Les " griffes du diable ", situées entre le Chörel - une statue de la Sainte Vierge datant du XIVe siècle - et la chapelle Saint-Jacques, semblent être les traces des glaives de soldats, voulant ainsi se placer sous la protection de saint Georges avant de partir au combat.

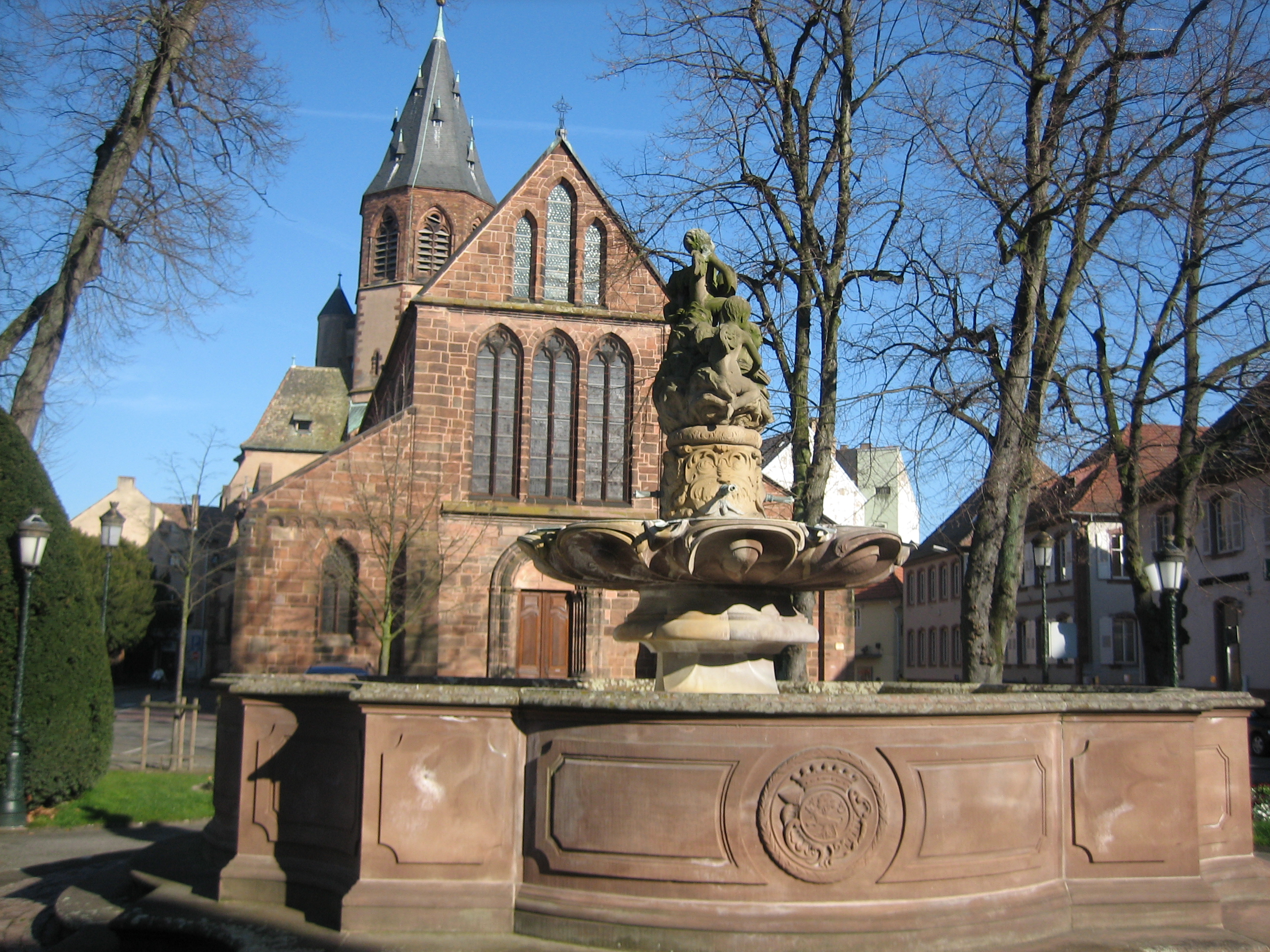
L'église vue de l'ouest, derrière la fontaine aux Abeilles.
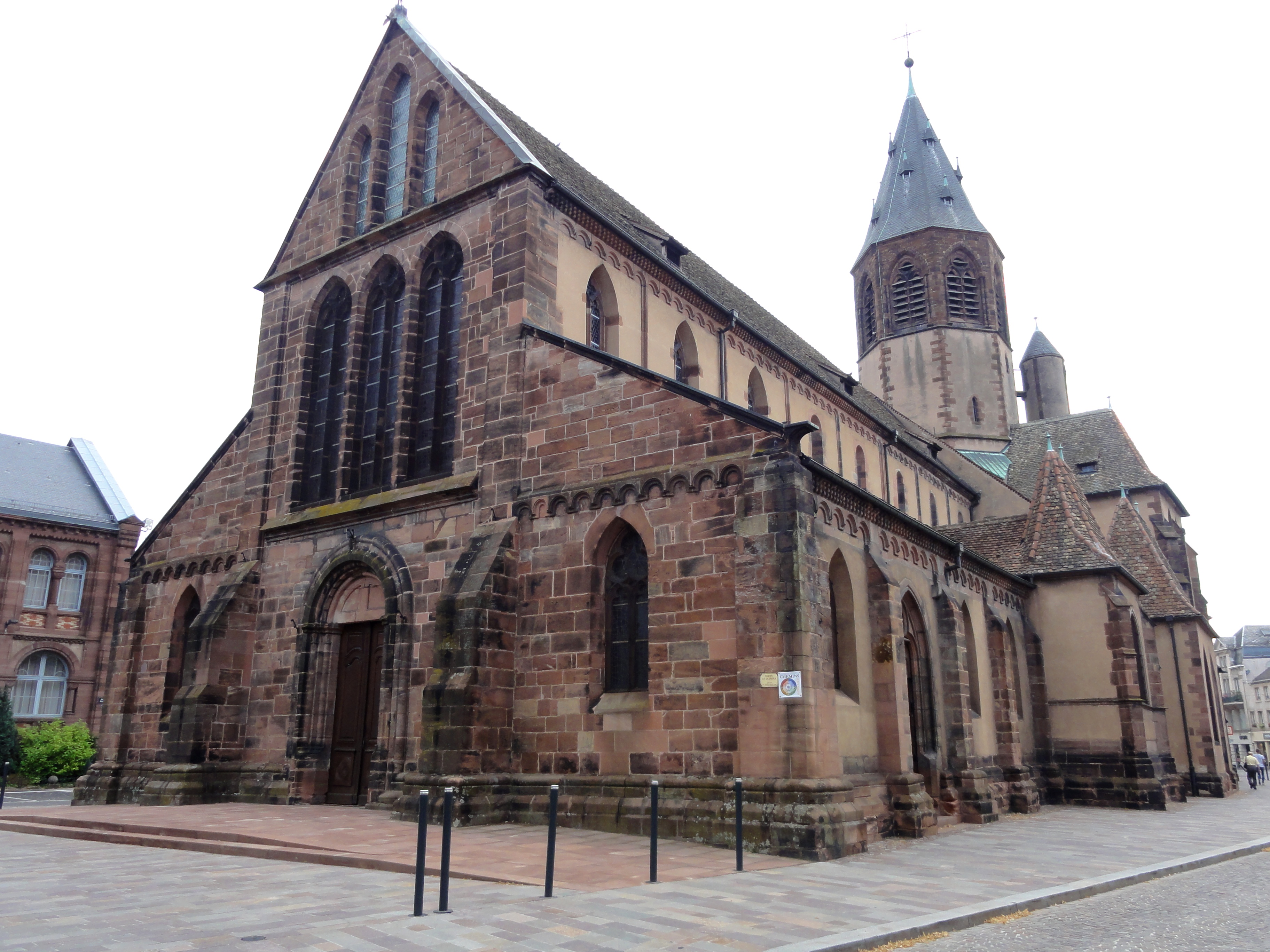
Vue d'ensemble avec le portail occidental.
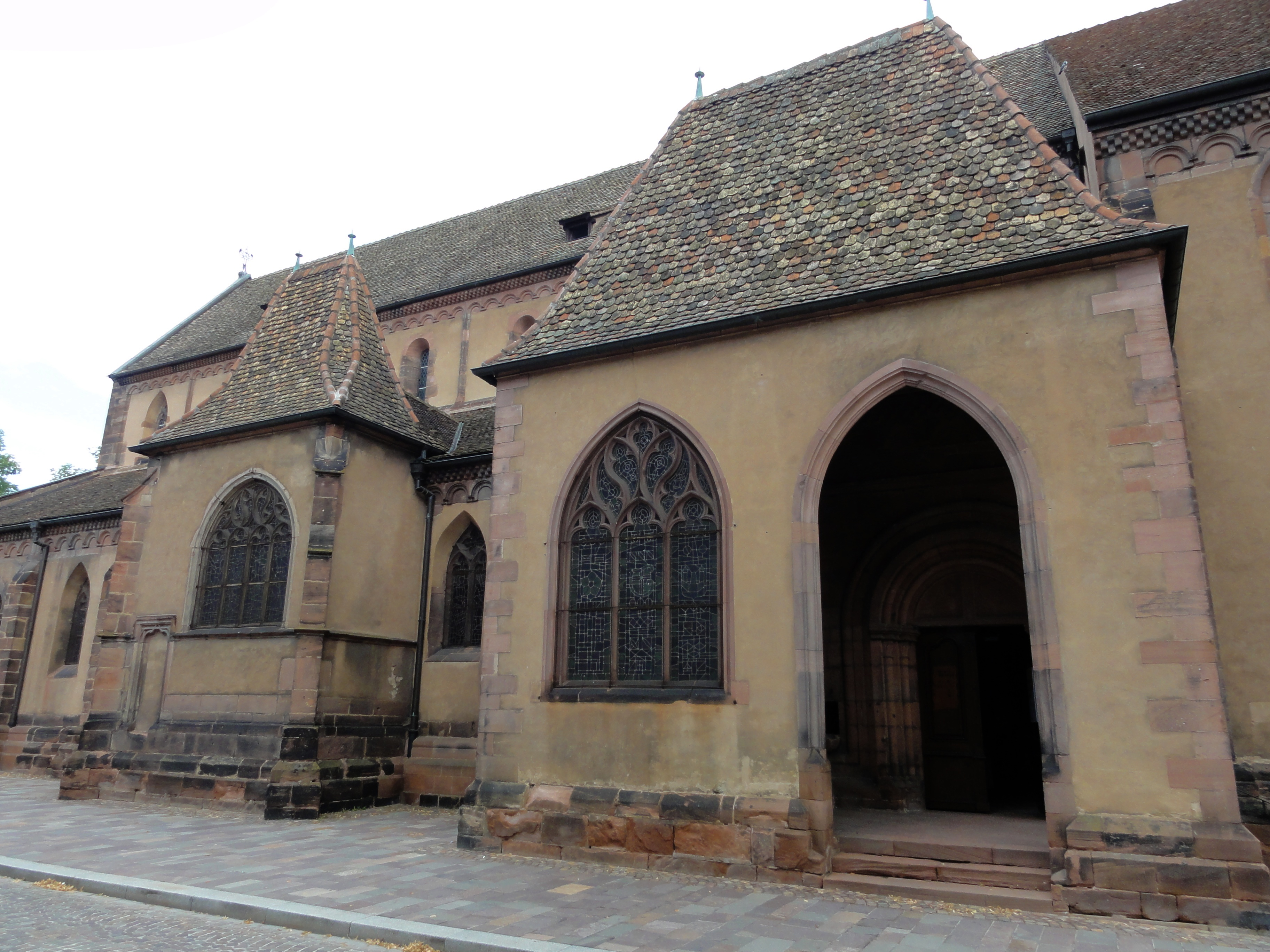
Porche d'entrée latérale "Chörel".

À l'intérieur, la nef majestueuse surprend le visiteur d'emblée. La remarquable voûte réticulée actuelle remplace un plafond en bois depuis 1611. Le chœur gothique, modèle d'élégance et de légèreté, est contemporain de la cathédrale Notre-Dame de Strasbourg. Une custode, Sakramentshäuschen, est datée 1523 ; due au sculpteur Friedrich Hammer, qui construit aussi la sacristie sud, il s'agit d'un véritable joyau de pierre ciselée en dentelles qui représente le buisson ardent par ses flammèches torsadées.

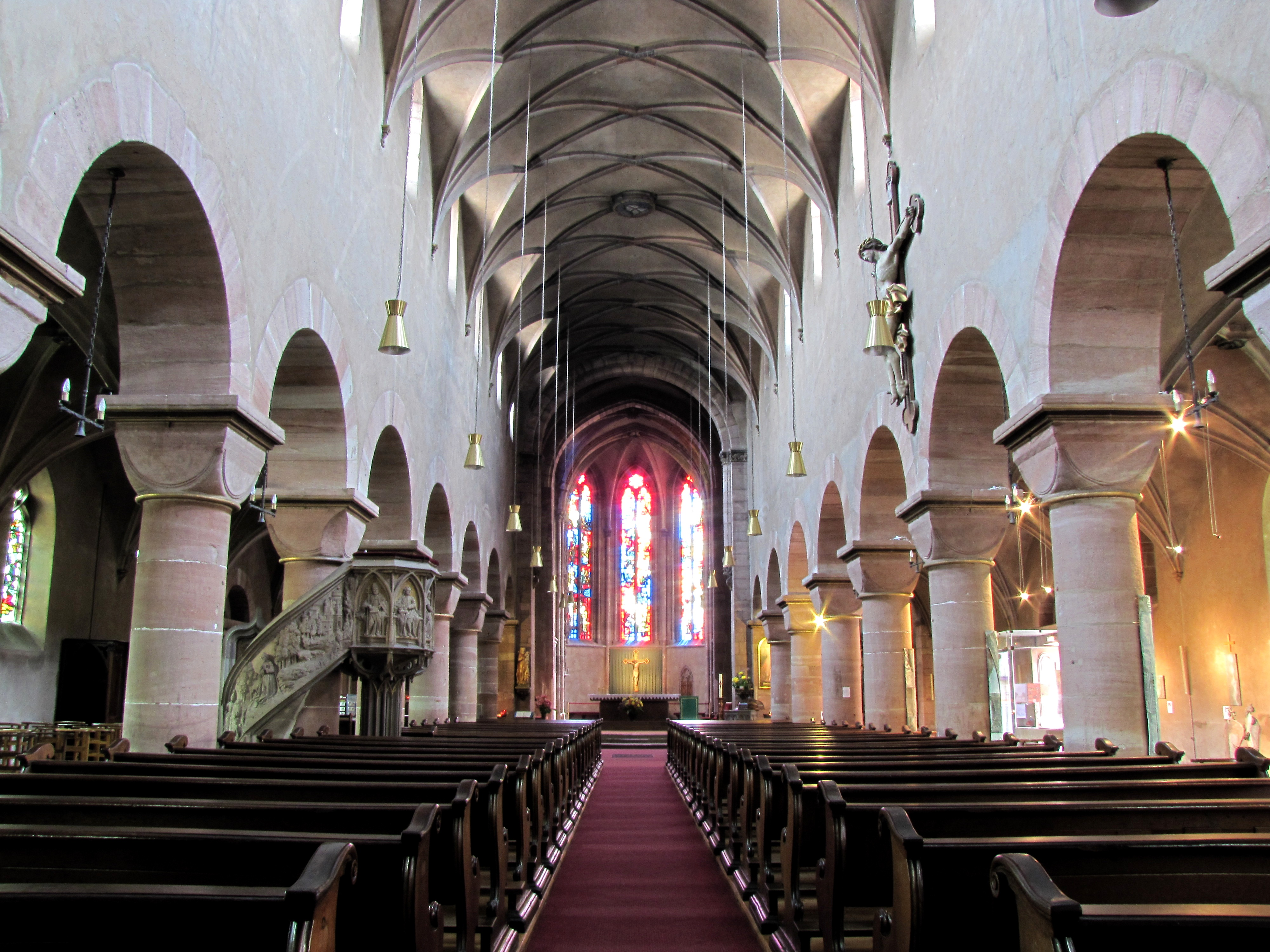
Vue intérieure de la nef vers le chœur.
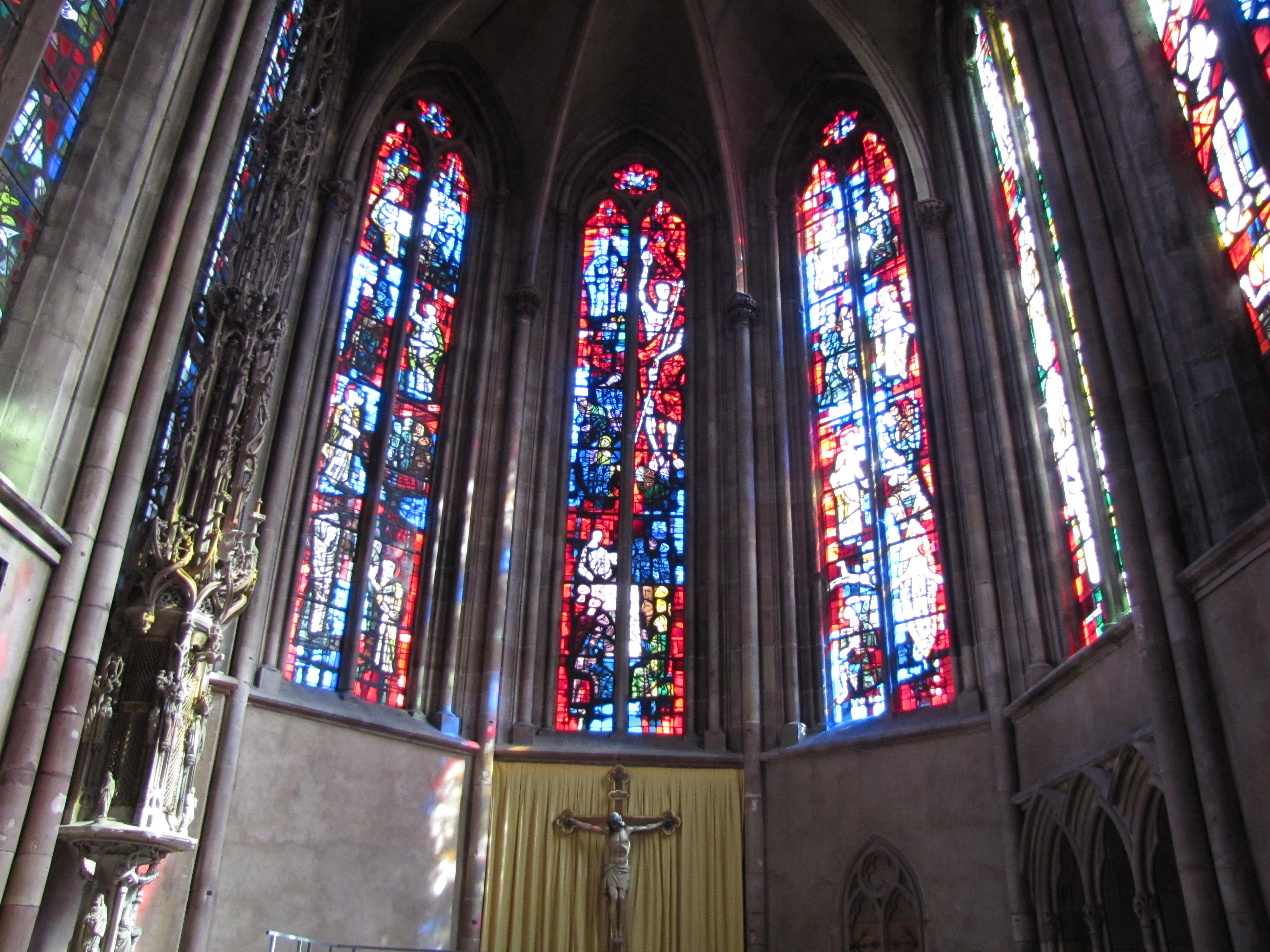
Chœur avec vitraux et custode.
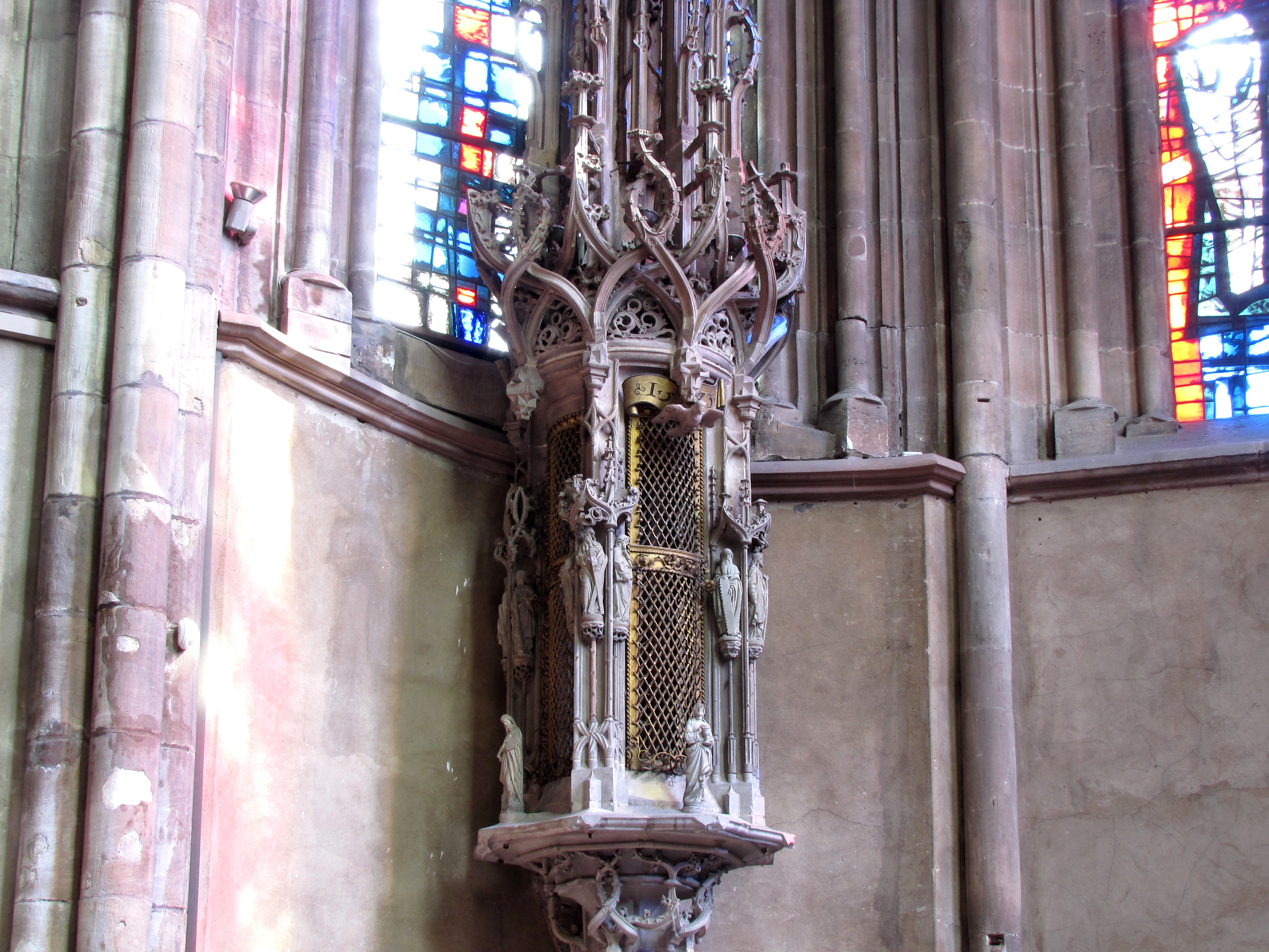
Custode du Saint-Sacrement (1523).
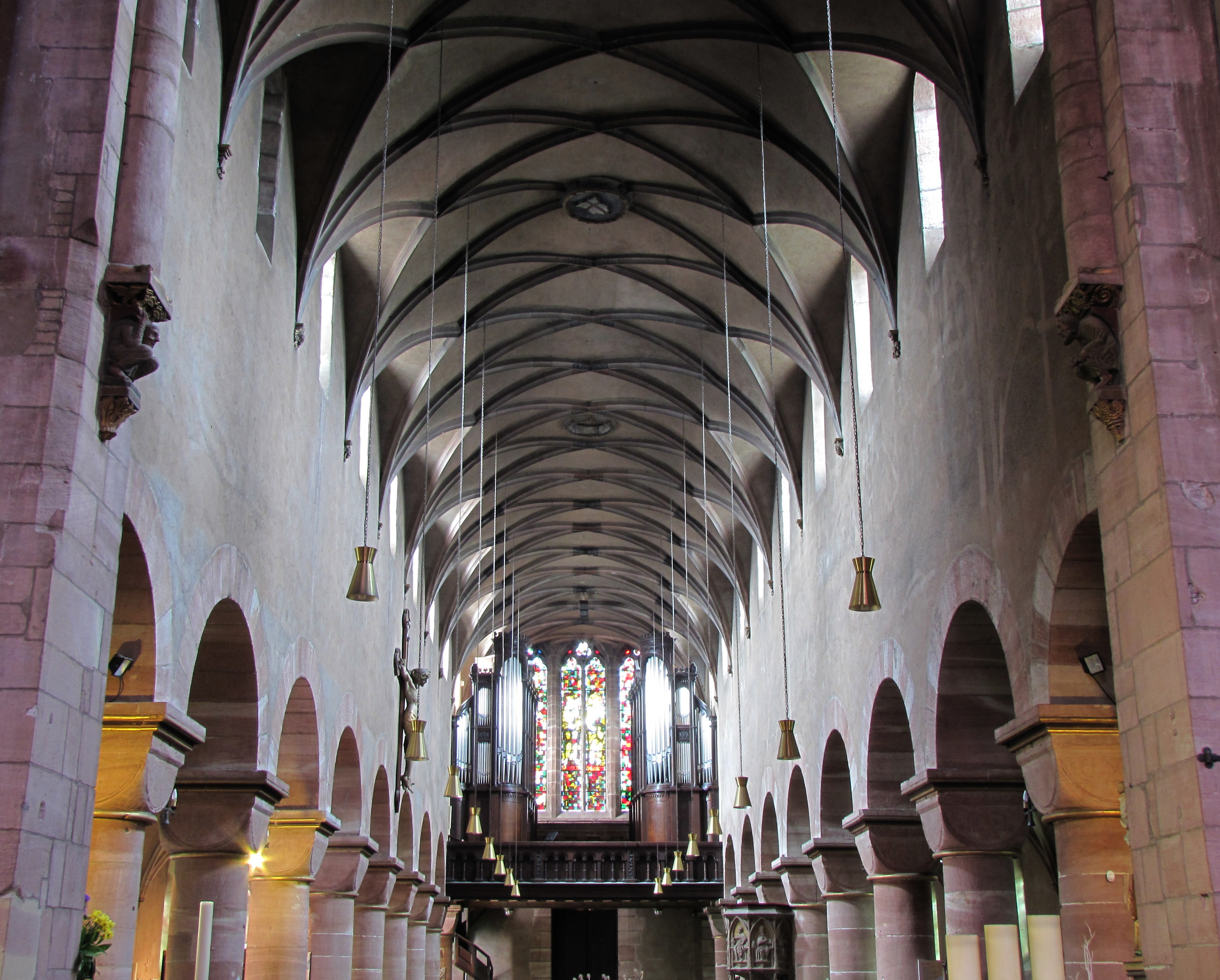
Vue intérieure de la nef vers la tribune d'orgue.

### Chapelles latérales
Trois chapelles latérales entourent la nef de l'église. La première, dédiée à saint Jacques le Majeur, qui est une chapelle funéraire à l'origine, a servi par la suite de Saint-Sépulcre pendant la semaine sainte, puis de chapelle baptismale. Elle est entièrement élevée grâce à la générosité d'un particulier, l'Unterlandvogt (le prévôt de l'Outre-Forêt) Jacques de Fleckenstein ; il perd son épouse, Véronique d'Andlau, en 1496, et fait construire cette chapelle en sa mémoire.

### Mobilier
L'intérieur de l'église est relativement pauvre en mobilier. Les chandeliers du XVIe siècle sont cependant remarquables, de même qu'un crucifix de 1488. La chaire à prêcher figure saint Georges terrassant le dragon. Le maître-autel actuel, taillé dans le grès rose des Vosges, date de la reconstruction de 1963 et est l'œuvre de Louis Rudloff.

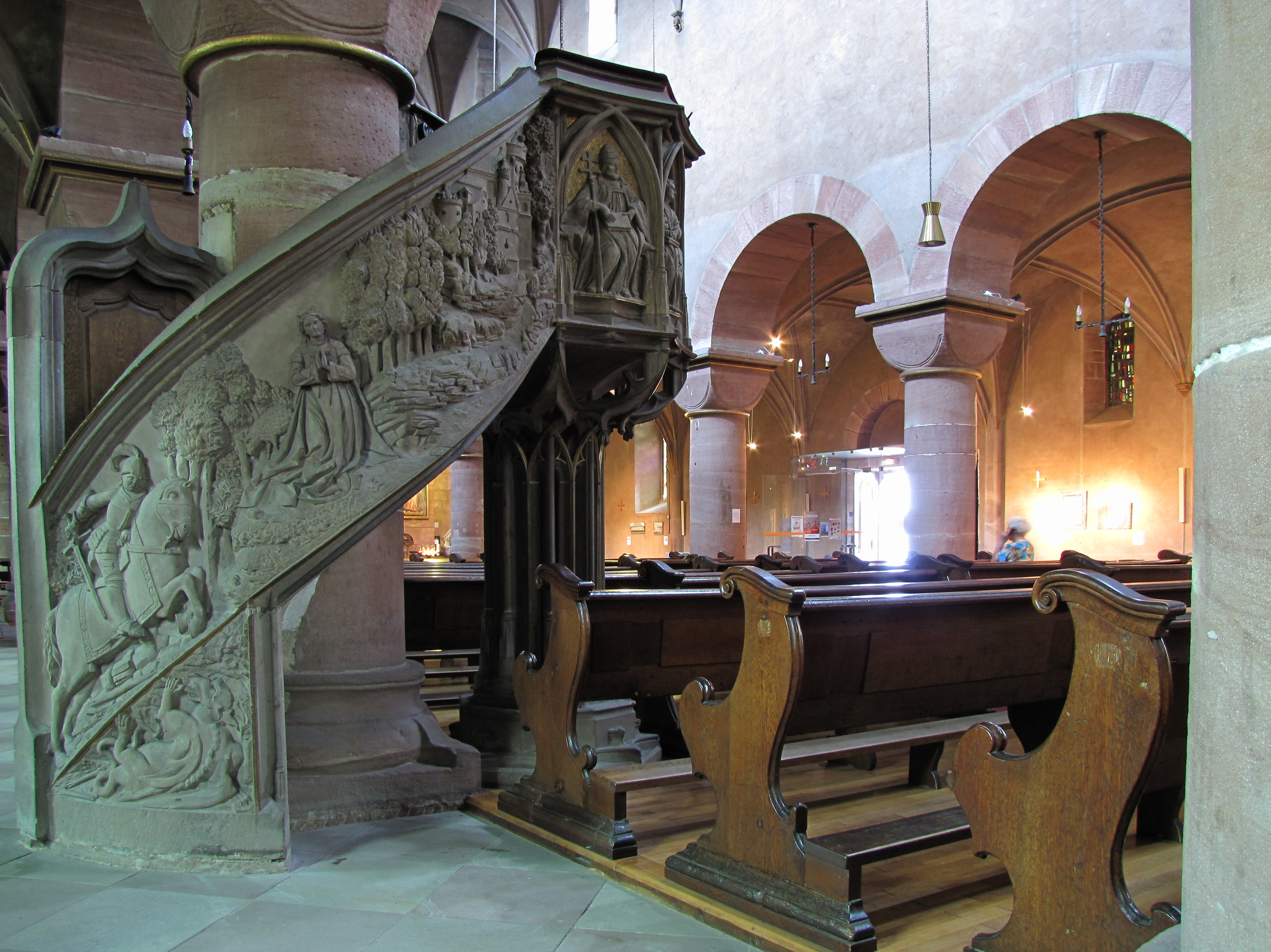
Chaire à prêcher (1500) : escalier avec reliefs de Saint-Georges[9].
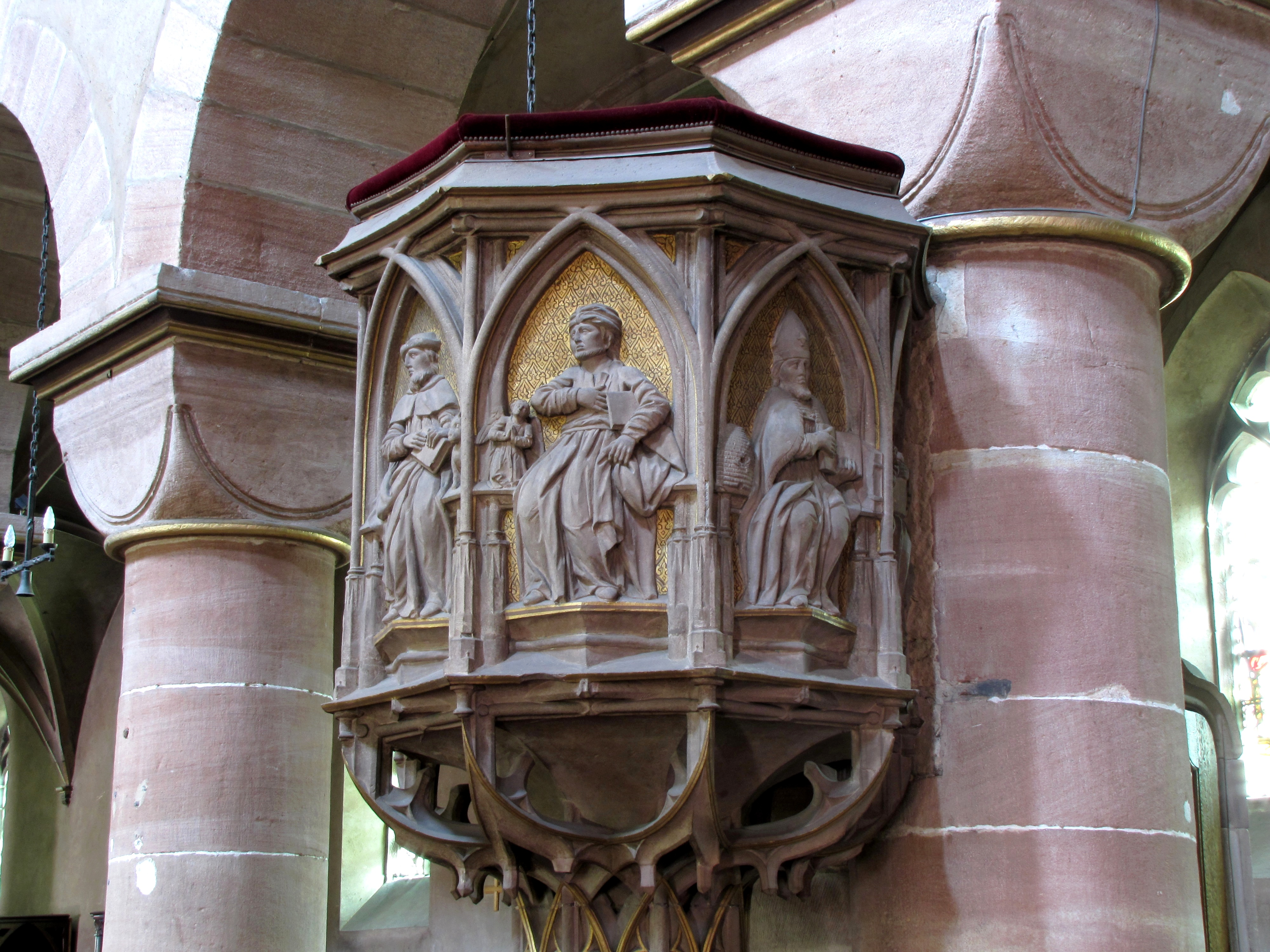
Cuve de la chaire à prêcher (1500) avec reliefs d'évangélistes.
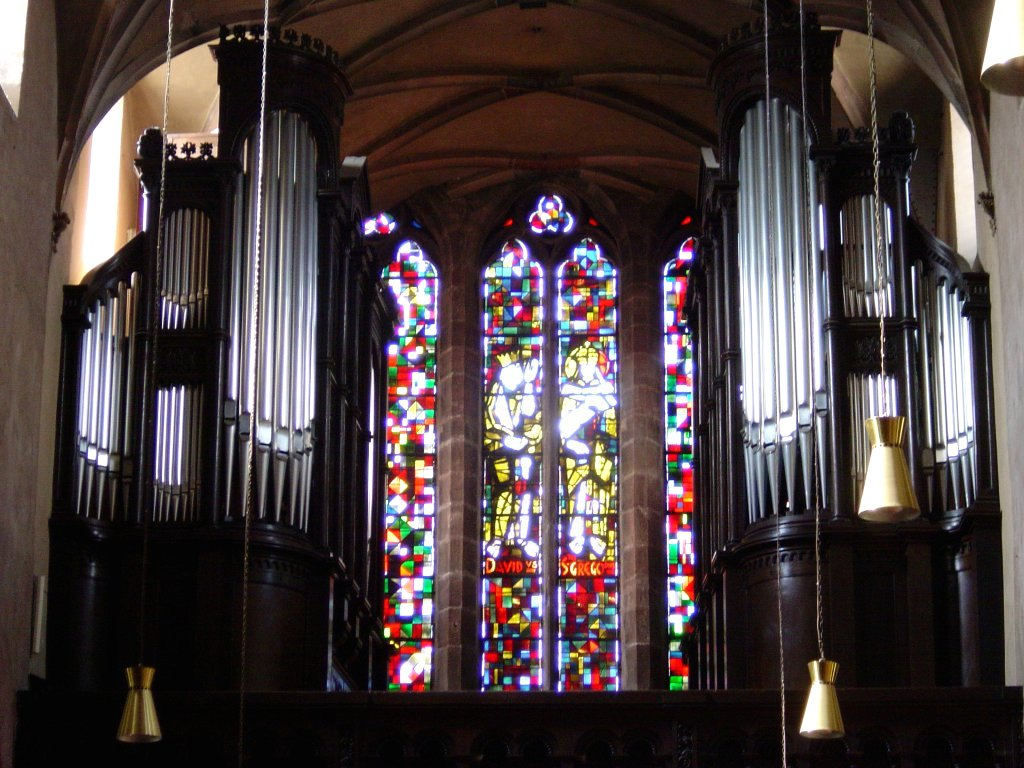
Orgue néo-roman Walcker 1867 avec buffet de Klem[10].

#### Retables
Le retable du Jugement dernier est situé dans le transept sud. Le corps central est installé au XIXe siècle, tandis que les volets, datés 1496-1497, sont l'œuvre de Diebold Martin, contemporain de Matthias Grünewald. Ils représentent à gauche la Nativité, à droite l'adoration des mages et, les volets fermés, l'Annonciation. 
Dans le transept nord, le retable du Saint-Sacrement, est réalisé au XVe siècle. Il figure au centre la Vierge à l'Enfant dans une mandorle rayonnante, entre saint André à gauche et sainte Barbe à droite. Les volets peints du triptyque ouvert montrent saint Martin ainsi que saint Nicolas et, fermés, sainte Anne portant Jésus et Marie, enfants, avec sainte Catherine.

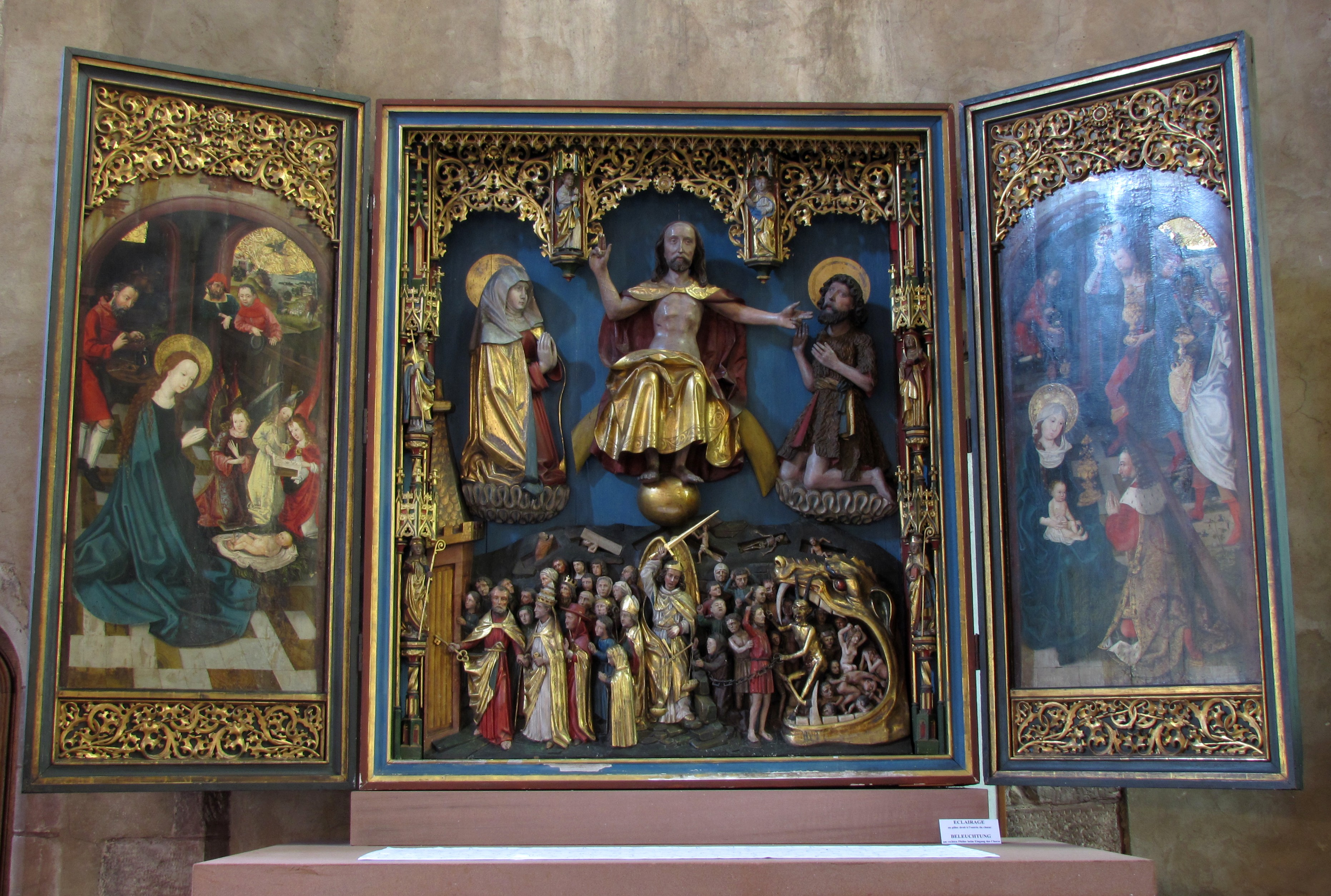
Retable du Jugement dernier (1496)[11].
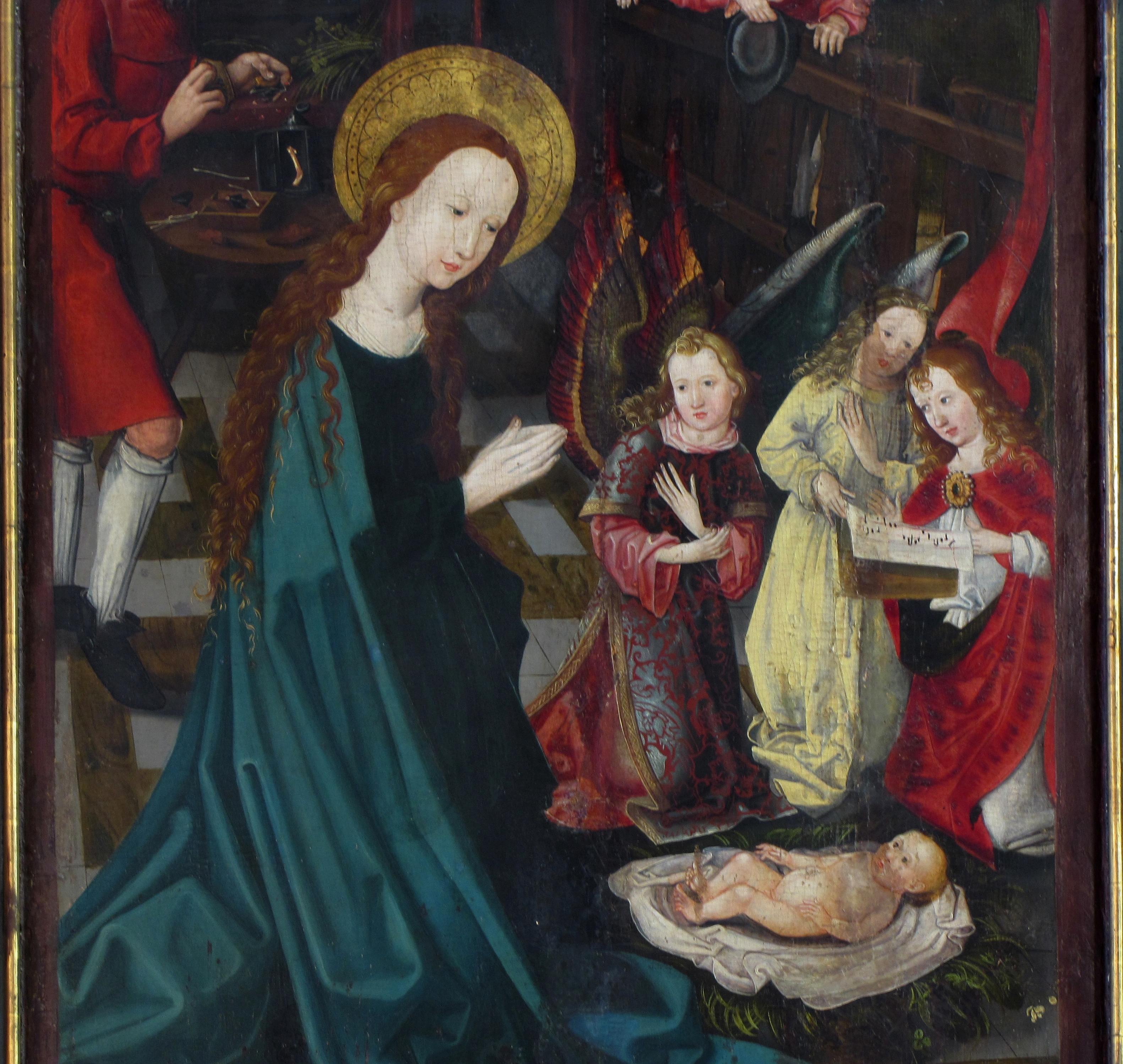
Peinture "Nativité" du Retable du Jugement dernier[12].
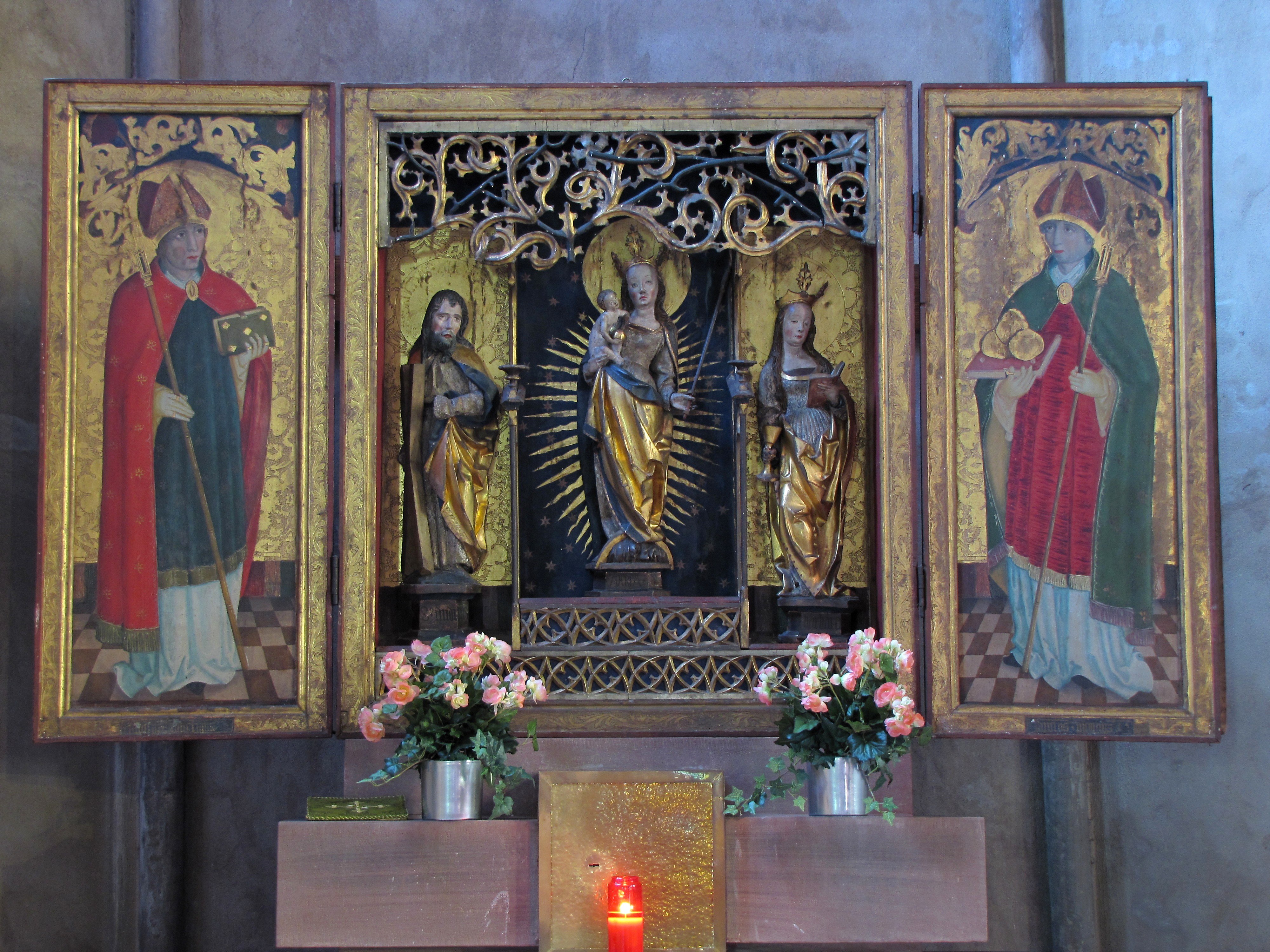
Retable du Saint-Sacrement (XVe)[13].

#### Vitraux
Des vitraux sont installés en 1845, représentant les empereurs Frédéric Barberousse, Conrad III, Rodolphe de Habsbourg et Albert III.  Il y a 61 verrières qui représentent la vie du Christ et de la Vierge, les figures célèbres de l'histoire de Haguenau et de l'église d'Alsace. Réalisées par Jacques Le Chevallier, elles sont posées entre 1956 et 1969. Les vitraux représentent au centre la résurrection du Christ, à gauche les quatre grands prophètes et à droite les quatre Évangélistes. Dans le transept nord sont représentés les mystères du rosaire, tandis que des figures de saints sont choisies pour le transept sud : saint Georges et saint Nicolas, patrons des deux paroisses de la ville de Haguenau, ainsi que sainte Odile et saint Arbogast, patrons de l'archidiocèse de Strasbourg. Ceux de la nef évoquent quant à eux les nombreux couvents situés autour de la Forêt Sainte de Haguenau au Moyen Âge.

### Cloches
Sur les cinq cloches coulées, en 1268, par Heinrich, fondeur de Haguenau, il n'en reste plus que deux : la Rathsglocke (1 800 kg et 140 cm de circonférence) qui sonne le ré de l'octave 3 et la Sturmglocke (900 kg et 112 cm de diamètre) qui sonne le fa de l'octave 3. La Rathsglocke sonnait les assemblées de bourgeois, les exécutions publiques, les deuils et les fêtes religieuses. La Sturmglocke sonne pour les messes, les tempêtes et les dangers (le tocsin). Elles sont suspendues à 32 m de hauteur. Elles sonnent le Ré et le Fa dièse.
Depuis 1268, elles sonnent à 22 heures pour annoncer la fermeture des portes de la ville et indiquer aux voyageurs qu'ils doivent quitter la ville. Cette tradition perdure actuellement. Ce sont les plus anciennes cloches datées et signées en Europe, mais il en existe des plus anciennes à Augsbourg (milieu XIe siècle).
Les trois autres ont été fondues par les révolutionnaires et les Allemands pendant la guerre 14-18. Trois autres cloches ont été fondues par les fonderies Causard de Colmar (1923) et Edel de Strasbourg (1802). 
En 2018, la municipalité et la paroisse Saint-Georges ont décidé d'harmoniser les tonalités du jeu des cloches en refondant une des cloches de 1923 et en fondant de nouvelles cloches ayant des tonalités le Sol, le La et le Si.
Une nouvelle cloche en Si dédiée à sainte Odile de Hohenbourg, saint Arbogast de Strasbourg, Joseph (Nouveau Testament) et saint Nicolas de Myre en Si est coulée le 12 octobre 2018. Une nouvelle cloche, la cloche de la paix (700 kg) en Sol, est coulée, le 12 octobre 2018, pour célébrer le centenaire de l'armistice de 1918. Une cloche dédiée à Saint Georges de Lydda en La est coulée le 13 octobre 2018.
Les entreprises Bodet et de la Fonderie Paccard ont fait la coulée des cloches. Les cloches les plus anciennes ne sonneront que pour les grandes occasions. Les nouvelles cloches sonneront pour les cérémonies religieuses,.

## Sources
- Ernst Adam, Baukunst der Stauferzeit in Baden-Württemberg und im Elsaß, Stuttgart und Aalen, 1977.
- « Eglise Hier à aujourd'hui », sur psgh.free.fr (consulté le 28 janvier 2015)
- Ouvrage "Haguenau art et architecture" Jean-Paul Grasser
- Ministre de l'éducation relais culturel de la région de Haguenau "Haguenau ville impériale" Jean-Paul Grasser et Gérard Traband